# Squamellaria thekii
Squamellaria thekii är en måreväxtart som beskrevs av Jebb. Squamellaria thekii ingår i släktet Squamellaria och familjen måreväxter.
Artens utbredningsområde är Fiji. Inga underarter finns listade i Catalogue of Life.